# Gülseren
Gülseren Yıldırım (Istanbul, 1973) è una cantante turca, rappresentante della Turchia all'Eurovision Song Contest 2005 con il brano Rimi rimi ley.

## Biografia
Nata a Istanbul e trasferitasi a Parigi con la famiglia quando aveva 7 anni, Gülseren ha cantato fra il 1997 e il 1999 al locale jazz parigino Aux Trois Mailletz. Nel 2001 ha fatto il suo debutto come attrice in Roos en Rana, film olandese che si concentra sulla stretta amicizia fra due ragazze provenienti da due culture diverse.
L'11 febbraio 2005 ha partecipato a 27. Eurovision Şarkı Yarışması Türkiye Finali, la selezione del rappresentante turco per l'Eurovision, cantando Rimi rimi ley e venendo incoronata vincitrice. Nella finale dell'Eurovision Song Contest 2005, che si è tenuta il successivo 21 maggio a Kiev, si è piazzata al 13º posto su 24 partecipanti con 92 punti totalizzati. È risultata la più televotata della serata in Francia e Paesi Bassi.

## Discografia

### Singoli
- 2005 – Rimi rimi ley

## Filmografia
- Roos en Rana, film TV, regia di Meral Uslu (2001)